# Minnehaha

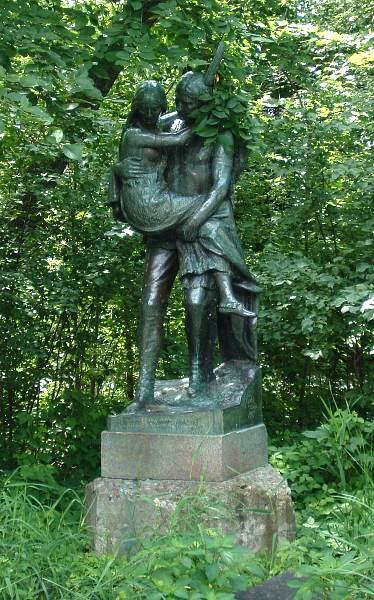
Escultura de Hiawatha y Minnehaha de Jacob Fjelde cerca de Minnehaha Falls en Minneapolis, Minnesota.

Minnehaha es una mujer nativa norteamericana ficticia, que aparece en el poema épico "La canción de Hiawatha", escrito por Henry Wadsworth Longfellow en 1855. 

## Descripción
Ella es la esposa de Hiawatha, el protagonista principal. El nombre se traduce incorrectamente a menudo como ‘agua risueña’, aunque en realidad se significa ‘agua que ríe’ en idioma dakota. Ella es el sujeto del poema, la canción posterior, la cantata y la pintura La muerte de Minnehaha.
Su nombre está conectado a muchos lugares en Minnesota, como Minnehaha Falls, Minnehaha Park, Minnehaha Creek, Academia Minnehaha, y el nombre de un barco que navegó una vez por Twin City Rapid Transit sobre el lago Minnetonka, que ahora ha sido restaurado, y está ahora en el Museo del Lago Minnetonka. La Avenida Minnehaha y avenida Hiawatha son las carreteras principales que corren paralelas una a otro, encabezando el sudeste del centro Mineápolis. Hiawatha es también el nombre del sistema ferroviario ligero de las Ciudades Gemelas.
Su nombre también está ligado con una ciudad llamada Minnehaha Springs, localizada en el Condado Pocahontas, Virginia Occidental. En Florida, hay dos lagos llamados Minnehaha: uno está en la Cadena de Lagos Clermont en Clermont, Florida, otro en el Outstanding Florida Waters; otro está en Maitland ligado a la Cadena de lagos del Parque Winter. Otra asociación es la Minnehaha Island, Montgomery County, Maryland en el Río Potomac. También está la Bahía Minnehaha en el pequeño pueblo de Sturgeon Falls, Ontario, Canadá y al Condado Minnehaha en Sioux Falls, Dakota del Sur.

## Isla Fantasma
Quizás la asociación más peculiar es la Roca Minnehaha, una isla fantasma cercana a la Isla de Pascua y la Isla de Sala y Gómez en Chile.

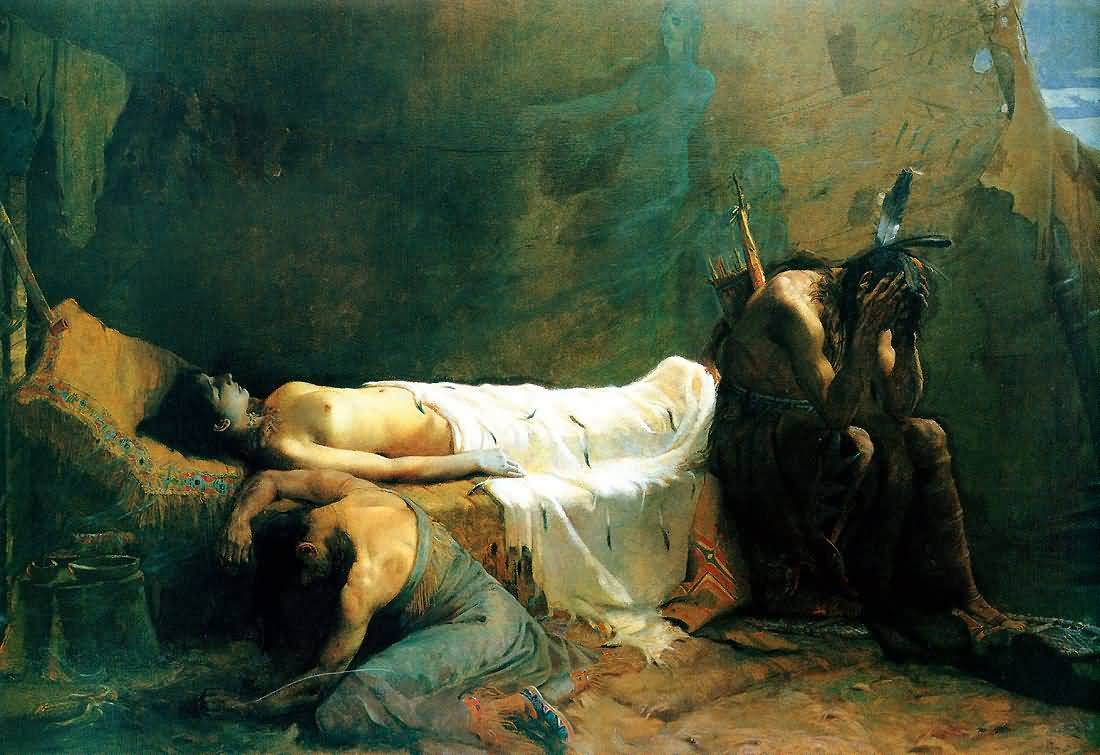
La muerte de Minnehaha pintada por William de Leftwich Dodge en 1892.